# Orlivske (Orlivske), Krasnoperekopsk
Orlivske (în ucraineană Орлівське) este localitatea de reședință a comunei Orlivske din raionul Krasnoperekopsk, Republica Autonomă Crimeea, Ucraina.

## Demografie
Componența lingvistică a localității Orlivske
     Rusă (38,16%)
     Ucraineană (35,24%)
     Tătară crimeeană (15,32%)
     Alte limbi (0,77%)
Conform recensământului din 2001, nu exista o limbă vorbită de majoritatea populației, aceasta fiind compusă din vorbitori de rusă (38,16%), ucraineană (35,24%) și tătară crimeeană (15,32%).